# 한국펄벅재단
사회복지법인 한국펄벅재단은 노벨 문학상을 받았던 소설가 펄벅이 1965년에 설립한 사회복지법인이다. 사무실은 경기도 부천시 원미구 상동로 78, 202호 (상동, 상동 동양파라곤)에 위치하고 있다.
1967년 부천 심곡동에 보호자가없는 혼혈인과 일반인을 위한 복지시설인 『소사희망원(Sosa Opportunity Center)』 건립하는등   다문화가정 아동들의 인권향상과 복지증진을 위해 일하는 아동복지기관이다.